# Campo Ligure
Campo Ligure là một đô thị ở tỉnh Genova thuộc vùng Liguria, nằm ở vị trí cách khoảng 25 km về phía tây bắc của Genova. Tại thời điểm ngày 31 tháng 12 năm 2004, đô thị này có dân số 3.103 người và diện tích là 23,8 km².
Campo Ligure giáp các đô thị sau: Bosio, Masone, Rossiglione, Tiglieto.

## Các điểm tham quan
- Giardino Botanico Montano di Pratorondanino